# گمینا شویانتکی
گمینا شویانتکی (به لهستانی:  Gmina Świątki) یک گمینا در لهستان است که در شهرستان اولشتین واقع شده‌است. گمینا شویانتکی ۱۶۳٫۸ کیلومتر مربع مساحت و ۴٬۲۳۴ نفر جمعیت دارد.